# Patrick Chila
Patrick Chila, född 27 november 1969 i Ris-Orangis, Frankrike, är en fransk idrottare som tog OS-brons i herrdubbel i bordtennis 2000 i Sydney tillsammans med Jean-Philippe Gatien. Totalt deltog Chila i fem olympiska spel.